# Jasmin Trtovac
Jasmin Trtovac (in serbo Jacмин Tpтoвaц?; Novi Pazar, 27 dicembre 1986) è un calciatore serbo, difensore del Tutin.

## Carriera

### Club
L'11 luglio 2016 viene acquistato a titolo definitivo dalla squadra rumena del Gaz Metan Mediaș.